# Флоріан Фромловіц
Флоріан Фромловіц (нім. Florian Fromlowitz, нар. 2 липня 1986, Кайзерслаутерн) — німецький футболіст, що грав на позиції воротаря.
Виступав, зокрема, за клуб «Кайзерслаутерн», а також молодіжну збірну Німеччини.

## Клубна кар'єра
Вихованець футбольної школи «Кайзерслаутерна», з яким до початку сезону 2004/05 підписав свій перший професійний контракт та грав у Регіональній лізі за другу команду. за першу команду дебютував у Бундеслізі 25 лютого 2006 на матч проти «Майнца» (2:0), оскільки основний голкіпер Юрген Махо не міг вийти на поле через травму. Наприкінці сезону команда вилетіла до Другої Бундесліги. 19 жовтня 2007 року у грі проти «Гоффенгайма» отримав розрив хрестоподібних зв'язок, що спричинило довгу паузу.

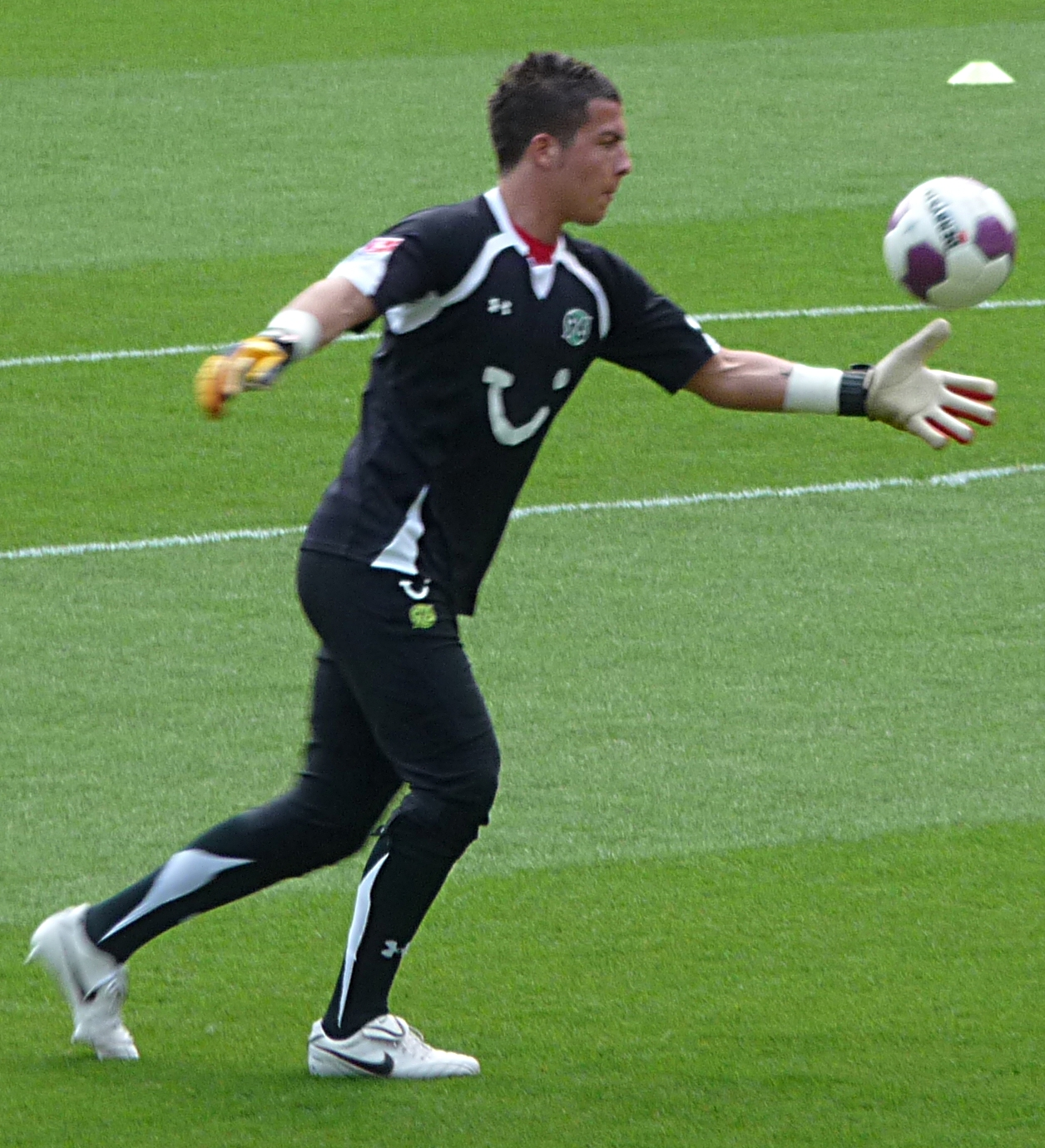
Флоріан Фромловіц під час виступів за «Ганновер 96». 2010 рік.

2 квітня 2008 року підписав трирічний контракт із клубом «Ганновер 96». Восени 2008 року та у вересні-жовтні 2009 року виходив на поле під час тривалої відсутності Роберта Енке через травму. Після суїциду Енке Фромловіц став основним воротарем команди. На початку другої половини сезону 2010/11 він втратив своє постійне місце у воротах, поступившись Рону-Роберту Цілеру.
14 червня 2011 року було оголошено, що Фромловіц перейшов до «Дуйсбург», де після відходу основного голкіпера команди Девіда Єллделла мав стати новим основним воротарем, але тодішній тренер «зебр» Олівер Рек зробив його лише дублером ще одного новачка клубу 21-річного Фелікса Відвальда.
У липні 2012 року перейшов у «Динамо» (Дрезден), де знову задовольнявся лише роллю запасного воротаря і зіграв лише кілька матчів, зокрема у кубку Німеччини проти свого колишнього клубу «Ганновера». Наступного сезону взагалі не зіграв жодної гри і навіть на кілька матчів був відправлений у «дубль» дрезденців.
У квітні 2014 року перейшов до клубу Третьої ліги «Веен». З цим переходом Фромловіц пов'язував сподівання перезапуск кар'єри, але історія повторилася і Флоріан був дублером Маркуса Кольке, зігравши лише 2 гри чемпіонату.
Після закінчення контракту приєднався до представника Регіоналіги «Гомбург», де нарешті отримав місце основного воротаря. Але через травму меніска та тривалого відновлення встиг зіграти лише 10 матчів у першому сезоні та більше на поле не вийшов. У травні 2017 року оголосив про завершення кар'єри.
Пізніше Фромловіц став граючим тренером аматорської команди «Ландштуль», а наступного року — граючим тренером воротарів у клубі шостий за силою ліги Німеччини «Штайнвенден». 2022 року покинув команду і недовго грав за аматорський «Фербах».

## Виступи за збірні
2001 року дебютував у складі юнацької збірної Німеччини (U-16), загалом на юнацькому рівні взяв участь у 30 іграх.
Протягом 2007—2009 років залучався до складу молодіжної збірної Німеччини, з якою виграв чемпіонат Європи 2009 року у Швеції, але був дублером Мануеля Ноєра і на поле не виходив. Загалом на молодіжному рівні зіграв у 12 офіційних матчах.